# Sophie-Adrienne Martinet Larguier des Bancels
Sophie-Adrienne Martinet Larguier des Bancels, geborene Larguier des Bancels, (* 1771, vermutlich in Genf; † 22. Juli 1840 in Moudon) war eine Schweizer Plantagenbesitzerin und Überseehändlerin auf der Insel Île-de-France, dem späteren Mauritius.

## Leben und Wirken
Die Familie von Sophie-Adrienne Larguier des Bancels war reformierten Glaubens. Ihre Mutter war Adrienne Sophie Dorothée Richard, ihr Vater der Kaufmann und Sklavenhändler Pierre-Frédéric Larguier des Bancels. Sie hatte zwei Brüder, Antoine-Frédéric und Jean-Samuel Larguier des Bancels.

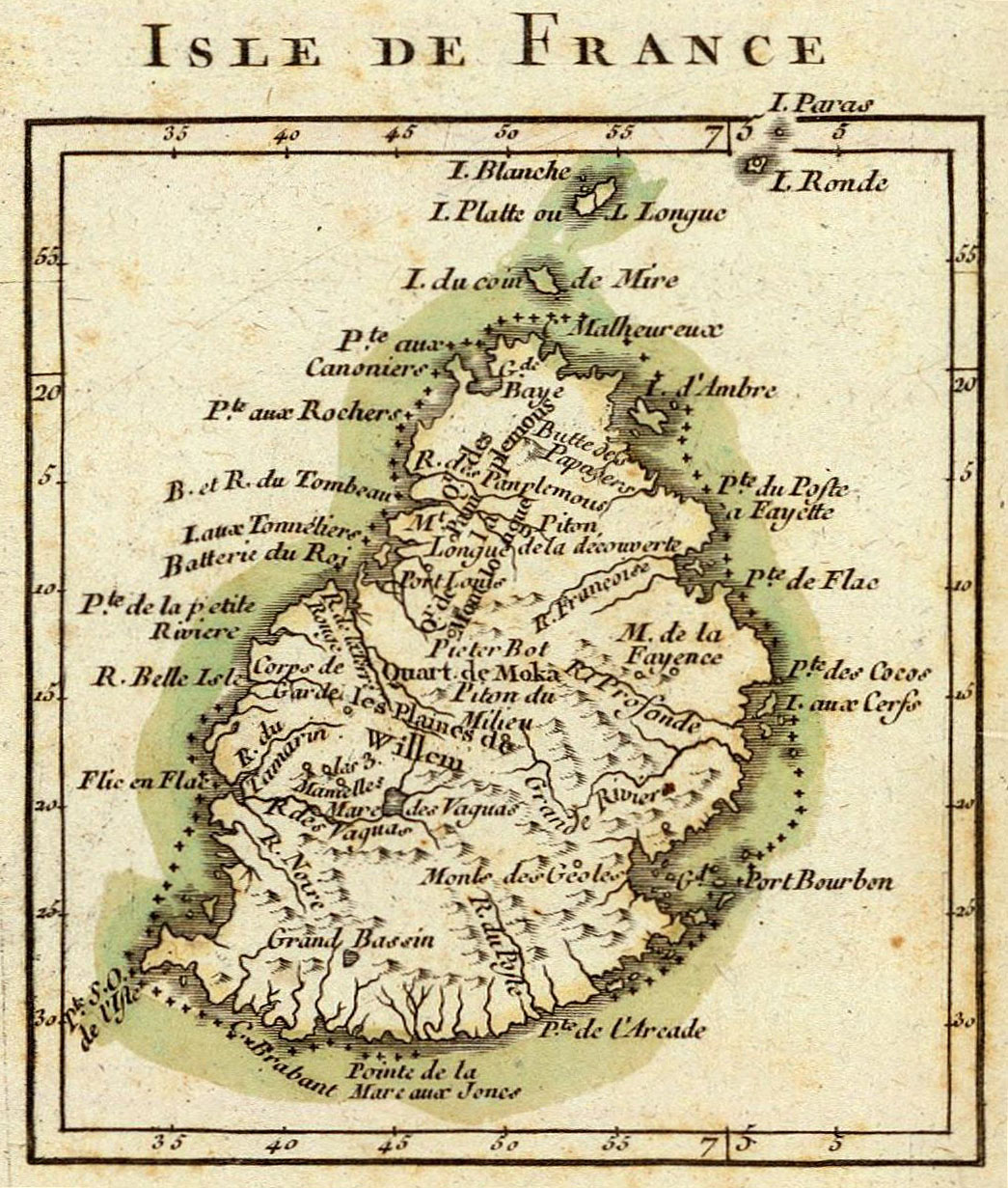
Île-de-France (1791), Karte von Rigobert Bonne

Sie wuchs in Genf auf, da ihr Vater Pierre-Frédéric seit 1775 zunächst im französischen Rochefort (Charente-Maritime) weilte, um sich in die französische Kronkolonie Île-de-France einzuschiffen, wo sein Bruder François florierende Handelsgeschäfte betrieb. Die Mutter blieb mit den Kindern bei ihren Eltern in Genf – ihr Vater, Abram Richard, war Professor am Collège de Genève. 
Die Handelsgeschäfte von Pierre-Frédéric Larguier des Bancels ab 1782 umfassten zunächst Baumwolltuch, Reis, Zucker, Tee, Gewürze und chinesisches Porzellan. Nachfolgend weitete er diese auch auf den Sklavenhandel aus. Ab 1788 stellte er seine Handelstätigkeit ein und erwarb in Trois-Ilôts (Bezirk Flacq) eine Zuckerrohrplantage, die von etwa 100 Sklavinnen und Sklaven bewirtschaftet wurde. Infolge der Französischen Revolution wurde am 4. Februar 1794 ein Dekret erlassen, das die Sklaverei in allen französischen Kolonien abschaffte. Als Mitglied der Kolonialversammlung der Île-de-France war er an Aktivitäten beteiligt, die die Gesandten der Nationalversammlung daran hinderten, das im Februar 1794 in Paris verabschiedete Dekret zur Abschaffung der Sklaverei gegenüber den Siedlern auf der Insel durchzusetzen. Dennoch verschlechterte sich die Einkommenssituation des Vaters deutlich. Da er auch am Verkauf der Ländereien scheiterte, verhinderte dies seine Rückkehr nach Europa.
Sophie-Adrienne reiste 1801 auf die Île-de-France, um ihren Vater bei der Verwaltung seiner Ländereien zu unterstützen. Im Jahr darauf heiratete sie Fiacre François Alexandre Martinet, einen Händler aus Port Louis, Sohn der Marie Marguerite Lefevre und des Kolonialwarenhändlers François Nicolas Martinet. Das Paar hatte drei Kinder, Sophie, Frédéric und Louis Alexandre Martinet.
Im Jahr 1810 besetzten die Engländer im Zuge des sogenannten Mauritiusfeldzuges die Insel, benannten sie wieder in Mauritius um – und ab 1814 wurde sie zur britischen Kronkolonie. Nach dem Tod von Pierre-Frédéric Larguier des Bancels im Jahr 1811 verkauften Sophie-Adrienne Martinet und ihr Ehemann die väterliche Plantage und erwarben mit dem Erlös eine grössere Kaffee- und Zuckerrohrplantage in Mont-Rose (Bezirk Plaines Wilhems) im Zentrum der Insel. Da ihr Mann bereits 1817 starb, unterstützte ihr Bruder Jean-Samuel sie bei der Bewirtschaftung der Besitzungen und beim Überseehandel mit Kaffee und Zucker. Nach seiner Abreise 1818 führte Sophie-Adrienne die Geschäfte allein weiter.
Genau wie ihr Vater hatte Sophie-Adrienne Probleme, die Plantage gewinnbringend zu betreiben, was an den extremem Witterungsbedingungen und den problematischen Umständen der Sklavenhaltung lag. Wiederkehrende Zyklone und mehrere Sklavenaufstände führten schliesslich zu ihrer Zahlungsunfähigkeit. Im Herbst 1820 wurde die Plantage zwangsversteigert und Sophie-Adrienne ihres Besitzes sowie ihrer Sklavinnen und Sklaven enteignet. Ein Anwalt namens Deville erwarb die Plantage zusammen mit 21 Versklavten. Sie schrieb dazu in einem Brief an ihren Bruder: «Von diesem Geschäft ist nichts übrig geblieben, ausser meinen Schwarzen und einigen Zentnern Mais aus einer reichen Ernte, die sich in einem Lager befand und geplündert wurde. […] Ich konnte also nichts zu Geld machen.»
Der Tod ihres jüngsten Sohnes Louis Alexandre Martinet 1836 auf See bewog sie zur Rückreise in die Schweiz, zusammen mit ihrer Tochter Sophie. Diese kehrte allerdings nach dem Tod der Mutter 1840 in Moudon zu ihrem Bruder Frédéric nach Mauritius zurück.

## Koloniales Erbe
Der Historiker Olivier Pavillon, über viele Jahre Direktor des Historischen Museums in Lausanne, beschäftigte sich mit den Beziehungen der Schweiz zum Sklavenhandel und zur Kolonialisierung. In seinem Buch Des Suisses au cœur de la traite négrière befasste er sich ausführlich mit dem Lebensweg der Familie Larguier vom 17. Jahrhundert bis zum Ende der 1830er Jahre, insbesondere vor dem Hintergrund ihrer Verflechtungen in den Kolonialismus und internationalen Sklavenhandel. Obwohl die Schweiz keine eigenen Kolonien besass, führten die Handelsbestrebungen einzelner Akteure dazu, dass gerade wohlhabende Schweizer Familien von den Handelsbeziehungen profitierten.
Zahlreiche Briefe von Sophie-Adrienne Martinet Larguier des Bancels und ihrem Vater an die Familie sind im Waadtländer Kantonsarchiv erhalten. Sie vermitteln ein gutes Bild vom Leben ausgewanderter Schweizer auf der Île-de-France sowie von der politischen und wirtschaftlichen Situation auf der Insel. Jean-Charles Larguier des Bancels, Sohn von Jean Jaques Frédéric Larguier des Bancels und letzter Vertreter der Familie, der am 8. Mai 1961 im Alter von 85 Jahren in Lausanne starb, stiftete Familienunterlagen aus sechs Jahrhunderten dem Waadtländer Kantonsarchiv im Mai 1961. Die Dokumente durften erst 20 Jahre nach seinem Tod zugänglich gemacht werden. Der Briefnachlass ist seit Mai 1981 dort einsehbar.